# Olympische Sommerspiele 2016/Schießen – 10 m Luftpistole (Frauen)
Der Wettkampf im 10-m-Luftpistolenschießen der Frauen bei den Olympischen Spielen 2016 in Rio de Janeiro fand am 7. August 2016 im Centro Nacional de Tiro statt. Zhang Mengxue aus China wurde neue Olympiasiegerin. Witalina Bazaraschkina aus Russland gewann die Silbermedaille vor der Griechin Anna Korakaki, die auf den Bronzerang kam.

## Bestehende Rekorde
| Qualifikationsrekorde | Qualifikationsrekorde | Qualifikationsrekorde | Qualifikationsrekorde       | Qualifikationsrekorde |
| --------------------- | --------------------- | --------------------- | --------------------------- | --------------------- |
| Weltrekord            | Swetlana Smirnowa     | 393                   | München, Deutschland        | 23. Mai 1998          |
| Olympischer Rekord    | Natalja Paderina      | 393                   | Peking, Volksrepublik China | 10. August 2008       |

| Finalrekorde       | Finalrekorde                                   | Finalrekorde | Finalrekorde         | Finalrekorde      |
| ------------------ | ---------------------------------------------- | ------------ | -------------------- | ----------------- |
| Weltrekord         | Heena Sidhu                                    | 203,8        | München, Deutschland | 10. November 2015 |
| Olympischer Rekord | ISSF-Regeln wurden zum 1. Januar 2013 geändert | —            | —                    | —                 |

## Ergebnisse

### Qualifikation
| Rang | Athletin                | Nation             | 1  | 2  | 3  | 4  | Gesamt | Anmerkungen |
| ---- | ----------------------- | ------------------ | -- | -- | -- | -- | ------ | ----------- |
| 1    | Witalina Bazaraschkina  | Russland           | 98 | 98 | 95 | 99 | 390    | Q           |
| 2    | Jekaterina Korschunowa  | Russland           | 97 | 96 | 98 | 96 | 387    | Q           |
| 3    | Anna Korakaki           | Griechenland       | 94 | 99 | 96 | 98 | 387    | Q           |
| 4    | Alejandra Zavala        | Mexiko             | 97 | 97 | 95 | 98 | 387    | Q           |
| 5    | Afaf El-Hodhod          | Ägypten            | 97 | 96 | 96 | 97 | 386    | Q           |
| 6    | Bobana Veličković       | Serbien            | 98 | 93 | 98 | 96 | 385    | Q           |
| 7    | Zhang Mengxue           | China              | 97 | 96 | 95 | 96 | 384    | Q           |
| 8    | Sonia Franquet          | Spanien            | 97 | 98 | 93 | 96 | 384    | Q           |
| 9    | Olfa Charni             | Tunesien           | 97 | 96 | 95 | 96 | 384    |             |
| 10   | Céline Goberville       | Frankreich         | 95 | 98 | 96 | 94 | 383    |             |
| 11   | Zorana Arunović         | Serbien            | 93 | 96 | 98 | 95 | 382    |             |
| 12   | Jo Yong-suk             | Nordkorea          | 95 | 96 | 96 | 94 | 381    |             |
| 13   | Stéphanie Tirode        | Frankreich         | 94 | 95 | 96 | 96 | 381    |             |
| 14   | Heena Sidhu             | Indien             | 94 | 95 | 96 | 95 | 380    |             |
| 15   | Kwak Jung-hye           | Südkorea           | 94 | 94 | 98 | 94 | 380    |             |
| 16   | Wiktoryia Tschajka      | Belarus            | 94 | 97 | 92 | 97 | 380    |             |
| 17   | Renata Tobai Sike       | Ungarn             | 92 | 97 | 97 | 94 | 380    |             |
| 18   | Kim Min-jung            | Südkorea           | 97 | 95 | 93 | 95 | 380    |             |
| 19   | Wu Chia-ying            | Chinesisch Taipeh  | 94 | 95 | 96 | 95 | 380    |             |
| 20   | Otrjadyn Gündegmaa      | Mongolei           | 94 | 95 | 95 | 95 | 379    |             |
| 21   | Golnoush Sebghatollahi  | Iran               | 98 | 91 | 94 | 96 | 379    |             |
| 22   | Eleanor Bezzina         | Malta              | 95 | 94 | 95 | 95 | 379    |             |
| 23   | Klaudia Breś            | Polen              | 95 | 94 | 97 | 93 | 379    |             |
| 24   | Lalita Jauhleuskaja     | Australien         | 97 | 93 | 95 | 94 | 379    |             |
| 25   | Monika Karsch           | Deutschland        | 96 | 94 | 95 | 94 | 379    |             |
| 26   | Wadha Al Balushi        | Oman               | 95 | 95 | 96 | 93 | 379    |             |
| 27   | Tanyaporn Prucksakorn   | Thailand           | 96 | 94 | 94 | 94 | 378    |             |
| 28   | Olena Kostewytsch       | Ukraine            | 94 | 98 | 91 | 95 | 378    |             |
| 29   | Lydia Paterson          | Vereinigte Staaten | 94 | 95 | 95 | 94 | 378    |             |
| 30   | Guo Wenjun              | China              | 94 | 94 | 94 | 96 | 378    |             |
| 31   | Yu Ai-wen               | Chinesisch Taipeh  | 94 | 93 | 94 | 97 | 378    |             |
| 32   | Tsogbadrachyn Mönchdsul | Mongolei           | 94 | 93 | 97 | 94 | 378    |             |
| 33   | Marija Marović          | Kroatien           | 92 | 95 | 94 | 96 | 377    |             |
| 34   | Nino Salukwadse         | Georgien           | 96 | 93 | 93 | 95 | 377    |             |
| 35   | Heidi Diethelm Gerber   | Schweiz            | 95 | 92 | 93 | 96 | 376    |             |
| 36   | Viktoria Egri           | Ungarn             | 93 | 93 | 99 | 91 | 376    |             |
| 37   | Teo Shun Xie            | Singapur           | 93 | 95 | 91 | 96 | 375    |             |
| 38   | Lynda Kiejko            | Kanada             | 91 | 97 | 91 | 95 | 374    |             |
| 39   | Pim-on Klaisuban        | Thailand           | 92 | 94 | 95 | 92 | 373    |             |
| 40   | Enkelejda Shehu         | Vereinigte Staaten | 92 | 93 | 94 | 93 | 372    |             |
| 41   | Antoaneta Bonewa        | Bulgarien          | 92 | 89 | 95 | 95 | 371    |             |
| 42   | Akiko Sato              | Japan              | 91 | 93 | 92 | 93 | 369    |             |
| 43   | Elena Galiabovitch      | Australien         | 91 | 93 | 90 | 95 | 369    |             |
| 44   | Lilián Castro           | El Salvador        | 92 | 93 | 89 | 92 | 366    |             |

### Finale
| Rang | Athletin               | Nation       | 1    | 2    | 3    | 4    | 5    | 6    | 7    | 8    | 9     | 10    | 11    | 12    | 13    | 14    | 15    | 16    | 17    | 18    | 19    | 20    | Gesamt | Anm. |
| ---- | ---------------------- | ------------ | ---- | ---- | ---- | ---- | ---- | ---- | ---- | ---- | ----- | ----- | ----- | ----- | ----- | ----- | ----- | ----- | ----- | ----- | ----- | ----- | ------ | ---- |
| 1    | Zhang Mengxue          | China        | 9,6  | 9,3  | 9,3  | 9,1  | 10,8 | 10,4 | 10,2 | 10,3 | 9,8   | 10,1  | 10,6  | 10,3  | 10,0  | 9,1   | 9,9   | 10,3  | 10,9  | 9,9   | 10,3  | 9,2   | 199,4  | OR   |
| 2    | Witalina Bazaraschkina | Russland     | 8,5  | 10,9 | 10,1 | 10,3 | 10,0 | 9,7  | 9,7  | 9,6  | 9,3   | 10,1  | 9,8   | 10,1  | 10,3  | 9,5   | 10,1  | 9,3   | 10,1  | 10,5  | 9,5   | 9,7   | 197,1  |      |
| 3    | Anna Korakaki          | Griechenland | 10,5 | 9,1  | 10,3 | 10,8 | 9,8  | 9,2  | 9,6  | 9,7  | 9,8   | 9,2   | 9,6   | 9,5   | 10,6  | 10,4  | 10,0  | 10,2  | 9,5   | 9,9   | ausg. | ausg. | 177,7  |      |
| 4    | Alejandra Zavala       | Mexiko       | 9,8  | 10,5 | 8,6  | 9,2  | 9,5  | 10,5 | 9,6  | 10,7 | 10,6  | 10,1  | 9,4   | 10,1  | 9,8   | 8,9   | 10,1  | 9,7   | ausg. | ausg. | ausg. | ausg. | 157,1  |      |
| 5    | Afaf El-Hodhod         | Ägypten      | 10,9 | 9,0  | 10,1 | 10,1 | 9,3  | 9,9  | 9,3  | 10,0 | 10,6  | 8,8   | 9,5   | 9,9   | 8,9   | 10,8  | ausg. | ausg. | ausg. | ausg. | ausg. | ausg. | 137,1  |      |
| 6    | Sonia Franquet         | Spanien      | 9,6  | 10,8 | 9,8  | 9,8  | 10,1 | 9,7  | 9,1  | 9,6  | 8,8   | 9,7   | 9,7   | 9,8   | ausg. | ausg. | ausg. | ausg. | ausg. | ausg. | ausg. | ausg. | 116,5  |      |
| 7    | Bobana Veličković      | Serbien      | 9,9  | 8,0  | 9,3  | 10,3 | 8,9  | 8,6  | 9,7  | 10,9 | 10,2  | 10,6  | ausg. | ausg. | ausg. | ausg. | ausg. | ausg. | ausg. | ausg. | ausg. | ausg. | 96,4   |      |
| 8    | Jekaterina Korschunowa | Russland     | 10,0 | 10,4 | 8,9  | 9,9  | 7,9  | 8,6  | 8,4  | 9,4  | ausg. | ausg. | ausg. | ausg. | ausg. | ausg. | ausg. | ausg. | ausg. | ausg. | ausg. | ausg. | 73,5   |      |